# 阿德里安鎮區 (堪薩斯州傑克遜縣)
阿德里安鎮區（英語：Adrian Township）為美國堪薩斯州傑克遜縣轄下的鎮區。2010年美国人口普查中此鎮區人口有176人。

## 地理
阿德里安鎮區涵蓋總面積為77.4平方（29.87平方英里），其中陸地面積為77.2平方（29.81平方英里），水域面積為0.16平方（0.06平方英里）或0.20%。海拔高度347（1,138英尺）。

## 人口統計
根據2010年美國人口普查，阿德里安鎮區人口有176人，其中男性有91人，女性有85人，人口密度為每平方公里2.28人，住房計61戶。鎮區內的白人有171人，非裔美國人有0人，美洲原住民有4人，亞裔美國人有0人，太平洋島裔美國人有0人，其他種族有0人，混血種族則有1人。此外鎮區內有1人為西班牙裔或拉丁裔美國人。此鎮區之年齡中位數為27.5歲，而男性年齡中位數為29.5歲，女性年齡中位數為22.8歲。